# Koroški državni mladinski zbor
Koroški deželni mladinski zbor je leta 2005 ustanovila Zveza "Kärntner Sängerbund" v sodelovanju z deželo Koroško (Oddelek za ljudsko kulturo). Kot izbrani zbor ponuja mladim, nadarjenim pevcem iz vse avstrijske Koroške med 16. in 26. letom posebno priložnost, da spoznajo vokalno glasbo v visoki kvaliteti.

## Koncerti in predstave
Vrhunci zadnjih let vključujejo izvedbo impresivnega dela »The Armed Man« v Veliki festivalni dvorani v Salzburgu in v Italiji (2013), koncertno turnejo po Južni Afriki z nastopi na sloviti »Drakensberg Boys Choir School« v Johannesburgu in Cape Townu ter zmago v dvojni kategoriji in skupno zmago na 29. mednarodnem zborovskem tekmovanju. Mednarodno zborovsko tekmovanje »Praga Cantat« na Češkem (2015) ter zmaga v kategoriji in skupna zmaga 9. Mednarodno zborovsko tekmovanje »Cracovia Cantans« na Poljskem (2018), ki je zbor uvrstilo med finaliste »Svetovnega zborovskega prvenstva« 2019 v Tokiu.

## Repertoar
Za vsako zborovsko sezono je določen programski poudarek. Zbor si prizadeva tudi za sodelovanje z gostujočimi zborovodji (med njimi Karmina Šilec, Norbert Brandauer, Sebastjan Vrhovnik) ter z drugimi regionalnimi mladinskimi zbori.